# Teoria combinatória de grupos
Em matemática, a teoria combinatória de grupos é a teoria dos grupos livres e o conceito de apresentação de um grupo, por geradores e relações. A teoria é muito usada em topologia geométrica, o grupo fundamental de um complexo simplicial tendo em uma maneira natural e geométrica uma apresentação deste tipo.
Um tópico estreitamente relacionado é teoria geométrica de grupos, que hoje engloba grande parte da teoria combinatória de grupos, usando também técnicas externas à análise combinatória.
Ela também inclui um número de problemas insolúveis algoritmicamente, notavelmente o problema da palavra para grupos e o problema de Burnside clássico.

## História
Uma forma inicial é encontrada no Icosian Calculus de William Rowan Hamilton em 1856, no qual ele estudou o grupo de simetria icosaédrica através do grafo das arestas do dodecaedro.
As bases da teoria dos grupos combinatória foram lançadas por Walther von Dyck, estudante de Felix Klein, no início de 1880, que fez o primeiro estudo sistemático dos grupos por geradores e relações.